# ویشکا آسایش
ویشکا آسایش (زادهٔ ۱۶ آبان ۱۳۵۱) بازیگر ایرانی است. او فعالیت خود را در میانهٔ دههٔ ۱۳۷۰ خورشیدی با بازی در نقش قطام بنت شجنه در مجموعهٔ تلویزیونی امام علی (۱۳۷۵) آغاز کرد. نخستین تجربهٔ حضور او در سینما مربوط به بازی در درام ساحره (۱۳۷۶) بود که برای آن نامزد دریافت سیمرغ بلورین بهترین بازیگر زن جشنواره فیلم فجر شد. او همین جایزه را برای بازی در کمدی ورود آقایان ممنوع (۱۳۸۹) نیز کسب کرد.

## زندگی‌نامه

### خانواده

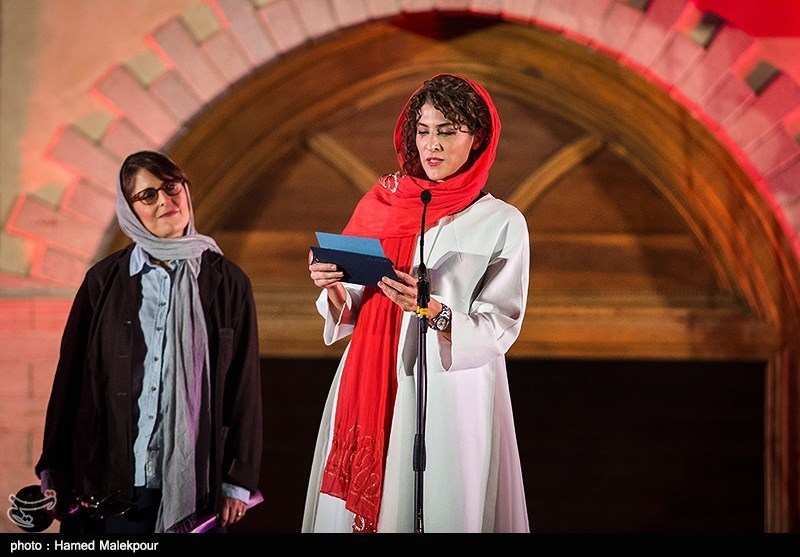
آسایش و آتوسا قلمفرسایی در هفدهمین جشن خانه سینما، ۱۳۹۴

ویشکا آسایش در ۱۶ آبان ۱۳۵۱ در محله سیدخندان تهران از پدری مهندس تاسیسات ساختمان و مادری معلم مهد کودک زاده شد. آسایش، خواهرزاده فیلم‌ساز مازیار پرتو، و نوه نویسنده و شاعر شین پرتو است. مادر ویشکا از سن ۹ سالگی به بخاطر اینکه پدرش (شین پرتو) سفیر ایران در هند بود ۴ سال در هند زندگی کرده بود. سپس شین پرتو فرزندان خود را به یک مدرسه شبانه‌روزی در انگلستان فرستاد. مادر ویشکا مدرک رشته مونته‌سوری از دانشگاه در انگلستان دریافت کرد و به ایران باز گشت.

### زندگی
در خردسالی به مهد کودکی فرانسوی در تهران می‌رفت و از ۹ سالگی نوازندگی پیانو را شروع کرد. او و خواهرش در دوران جنگ ایران و عراق به قصد اینکه نزد خاله خود (ارژنگ) در انگلستان بروند راهی آلمان شدند؛ اما سفارت ۱ سال بعد وقت مصاحبه به آنان داد و مجبور شدند که آن سال را در آلمان زندگی کنند، اما مصاحبه را رد شدند و به ایران بازگشتند. او در نهایت دیپلم تجربی را از دبیرستان دریافت کرد.
او دارای مدرک طراحی صحنه از کشور انگلستان است. نخستین فعالیت هنری او بازی در سریال امام علی به کارگردانی داوود میرباقری بود که توسط محمدرضا شریفی‌نیا معرفی شد. او موفق به دریافت سیمرغ بلورین بهترین بازیگر نقش اول زن از بیست و نهمین دوره جشنواره فیلم فجر برای بازی در فیلم ورود آقایان ممنوع شد.

### خروج از ایران
او در طی خیزش ۱۴۰۱ ایران به فرانسه مهاجرت کرد. آسایش با ایفای نقش در فیلم هفت روز به کارگردانی علی صمدی احدی نخستین فیلم خود را پس از خروج از ایران بازی کرد.

## جوایز
- سیمرغ بلورین بهترین بازیگر نقش اول زن از بیست و نهمین جشنواره فیلم فجر برای فیلم ورود آقایان ممنوع به کارگردانی رامبد جوان
- جایزه بهترین بازیگر زن از نوزدهمین جشنوارهٔ بین‌المللی فیلم ریورساید آمریکا (۲۰۲۱) برای بازی در فیلم گورکن به کارگردانی کاظم ملایی[۶][۷]
- نامزد دریافت جایزه بهترین بازیگر زن از یازدهمین جشنوارهٔ فیلم کوئینز ورلد آمریکا (۲۰۲۱) برای بازی در فیلم گورکن به کارگردانی کاظم ملایی
- جایزه بهترین بازیگر زن از دهمین جشنوارهٔ فیلم زمستان آمریکا (۲۰۲۱) برای بازی در فیلم گورکن به کارگردانی کاظم ملایی[۸][۹]
- جایزه ویژه هیئت داوران به عنوان بهترین بازیگر از سی و هفتمین جشنوارهٔ فیلم‌های آسیایی لس آنجلس (۲۰۲۱) برای بازی در فیلم گورکن به کارگردانی کاظم ملایی (در بیانیه هیئت داوران آمده‌است: آسایش در نقش سوده اجرای خیره‌کننده‌ای دارد که شما را به پیچیدگی دنیای خود دعوت می‌کند)[۱۰]
- جایزه بهترین بازیگر زن در بخش فیلم‌های مستقل ششمین جشنواره فیلم کالیای اسپانیا (۲۰۲۱) برای بازی در فیلم گورکن به کارگردانی کاظم ملایی[۱۱][۱۲]
- نامزد دریافت جایزه بهترین بازیگر زن کمدی از "بیست و یکمین جشن حافظ" برای بازی در سریال دراکولا

## فیلم‌شناسی

### فیلم
| سال  | عنوان                           | نقش | توضیحات       |
| ---- | ------------------------------- | --- | ------------- |
| ۱۳۷۶ | ساحره                           |     |               |
| ۱۳۷۷ | عشق + ۲                         |     |               |
| ۱۳۷۷ | بلوغ                            |     |               |
| ۱۳۷۹ | مسافر ری                        |     |               |
| ۱۳۸۱ | دنیا                            |     | فقط طراح صحنه |
| ۱۳۸۳ | هشت‌پا                           |     |               |
| ۱۳۸۳ | گل یخ                           |     |               |
| ۱۳۸۷ | شیرین                           |     |               |
| ۱۳۸۷ | کتاب قانون                      |     |               |
| ۱۳۸۹ | ورود آقایان ممنوع               |     |               |
| ۱۳۸۹ | زنان ونوسی، مردان مریخی         |     | فقط طراح صحنه |
| ۱۳۸۹ | پرتقال خونی                     |     |               |
| ۱۳۹۰ | خوابم می‌آد                      |     |               |
| ۱۳۹۰ | برف روی کاج‌ها                   |     |               |
| ۱۳۹۱ | نیکان و بچه غول                 |     |               |
| ۱۳۹۱ | سیزده                           |     |               |
| ۱۳۹۳ | نهنگ عنبر                       |     |               |
| ۱۳۹۳ | من دیه‌گو مارادونا هستم          |     |               |
| ۱۳۹۳ | در مدت معلوم (فی المدت المعلوم) |     |               |
| ۱۳۹۴ | من و شارمین                     |     |               |
| ۱۳۹۴ | ۵۰ کیلو آلبالو                  |     |               |
| ۱۳۹۴ | دراکولا                         |     |               |
| ۱۳۹۴ | خوب، بد، جلف                    |     |               |
| ۱۳۹۵ | ترومای سرخ                      |     |               |
| ۱۳۹۵ | نهنگ عنبر ۲: سلکشن رؤیا         |     |               |
| ۱۳۹۶ | سال دوم دانشکده من              |     |               |
| ۱۳۹۶ | خوک                             |     |               |
| ۱۳۹۶ | مارموز                          |     |               |
| ۱۳۹۷ | ما همه با هم هستیم              |     |               |
| ۱۳۹۹ | گورکن                           |     |               |
| ۱۳۹۸ | چپ، راست                        |     |               |
| ۱۴۰۰ | نگهبان شب                       |     |               |
| ۲۰۲۴ | هفت روز                         |     |               |

### سریال
| سال       | عنوان             | نقش           | توضیحات       |
| --------- | ----------------- | ------------- | ------------- |
| ۱۳۷۵      | امام علی          | قطام بنت شجنه |               |
| ۱۳۸۲      | معصومیت ازدست‌رفته |               | فقط طراح صحنه |
| ۱۳۸۶      | موسیقی زمستانی    |               | تله‌فیلم       |
| ۱۳۸۸      | نردبام آسمان      |               |               |
| ۱۳۸۹      | مختارنامه         | جعده          |               |
| ۱۳۹۳      | پرده‌نشین          | هدی           |               |
| ۱۳۹۴      | داستانی سیاه      |               | تله‌فیلم       |
| ۱۳۹۵–۱۳۹۶ | دیوار به دیوار    | خاور          |               |
| ۱۳۹۷      | نهنگ آبی          | مروارید پارسا |               |
| ۱۴۰۰      | دراکولا           | ژاله کبیری    |               |
| ۱۴۰۱      | روزی روزگاری مریخ | لونا          |               |
| ۱۴۰۱      | بی‌گناه            | مهتاب جودکی   |               |

### موزیک ویدئو
| سال  | عنوان | هنرمند | نقش | منا.   |
| ---- | ----- | ------ | --- | ------ |
| ۱۳۹۶ | «بغض» | ایهام  |     | [ ۱۵ ] |

پادکست
| سال  | عنوان         | نقش  | منا. |
| ---- | ------------- | ---- | ---- |
| ۱۴۰۱ | «پادکست سقوط» | راوی | لینک |

## تئاتر
- نمایش لابی (طراح صحنه و لباس) - کارگاه نمایش تئاتر شهر (آذر و دی ۱۳۹۰)
- نمایش باغ آلبالو (طراح لباس) - سالن استاد ناظرزاده کرمانی تماشاخانه ایرانشهر (فروردین و اردیبهشت ۱۳۹۲)
- نمایش بی انتخاب (بازیگر) - پردیس سینمایی ملت (تیر ۱۳۹۲)
- نمایش مترسگ (طراح صحنه و لباس) - سینما تئاتر کانون پرورش فکری کودکان و نوجوانان (تیر و مرداد ۱۳۹۲)
- نمایش ملکه زیبایی لی‌نین (بازیگر) - سالن اصلی تئاتر شهر (بهمن ۱۳۹۲ تا فروردین ۱۳۹۳)
- نمایش می‌سی‌سی‌پی نشسته می‌میرد (بازیگر) - تالار وحدت (مهر و آبان ۱۳۹۶) و (آبان ۱۳۹۷)